# Tiffany Cornelius
Tiffany Cornelius (* 13. Januar 1989 in Luxemburg) ist eine luxemburgische Tennisspielerin.

## Karriere
Cornelius spielt bislang hauptsächlich auf dem ITF Women’s Circuit.
Für ihr erstes Turnier der WTA Tour erhielt sie für die Qualifikation zu den BGL BNP Paribas Luxembourg Open 2010 eine Wildcard. Sie unterlag bereits in der ersten Runde Lourdes Domínguez Lino mit 1:6 und 1:6. Für die Qualifikation zu den BGL BNP Paribas Luxembourg Open 2011 erhielt sie abermals eine Wildcard, unterlag aber ebenso in der ersten Runde Nicola Geuer mit 1:6 und 0:6. In der ersten Qualifikationsrunde zu den BGL BNP Paribas Luxembourg Open 2013 unterlag sie Carina Witthöft mit 1:6 und 0:6.
Im Jahr 2011 spielte Cornelius erstmals für die luxemburgische Fed-Cup-Mannschaft; ihre Fed-Cup-Bilanz weist bislang 1 Sieg bei 13 Niederlagen aus.
Bei den Spielen der kleinen Staaten von Europa 2013 gewann sie die Bronzemedaille im Dameneinzel.
In der deutschen 2. Tennis-Bundesliga spielte sie 2007 für den TC Schwarz-Weiß Bous.